# Filippo Grandi
Filippo Grandi (Milán, 1957) es un filósofo, político, escritor e historiador italiano. Desde 2016, es el décimo primer Alto Comisionado de las Naciones Unidas para los Refugiados.

## Biografía
Estudió una licenciatura de Filosofía en la Universidad Gregoriana de Roma, un grado en historia moderna por la Universidad de Milán y un doctorado honoris causa por la Universidad de Coventry en Reino Unido.
Fue Comisionado General Adjunto de la Agencia de Naciones Unidas para los Refugiados de Palestina en Oriente Próximo (UNRWA) desde 2005 hasta 2010, y  Comisionado General de la misma organización desde 2010 hasta 2014. Desde el 1 de enero de 2016 Filippo Grandi es el 13.º Alto Comisionado para los Refugiados, Oficina del Alto Comisionado de las Naciones Unidas para los Refugiados (ACNUR).
En 2017 Grandi aparece en el documental Marea Humana dirigido por Ai Weiwei.
En febrero de 2021 el Alto Comisionado de la ACNUR, Grandi, junto al  expresidente colombiano Iván Duque, anunció un estatuto de protección temporal para favorecer a 1,73 millones de venezolanos desplazados en Colombia.
En julio de 2025 el Gobierno español le concedió la Gran Cruz de la Orden de Isabel la Católica.